# Espace probabilisé standard
Un espace probabilisé standard également appelé espace de probabilité de Lebesgue-Rokhlin ou plus simplement espace de Lebesgue est un espace probabilisé satisfaisant certaines hypothèses introduites par Vladimir Rokhlin en 1940. Informellement, il s'agit d'un espace probabiliste composé d'un intervalle et/ou d'un nombre fini ou dénombrable d'atomes.